# Звірослов
Звіросл́ов — п'ята книга Тані Малярчук. Своєрідна постмодерна варіація на тему середньовічних бестіаріїв. Є збіркою оповідань, присвячених темі самотності і її різновидів.

## Список історій
- Gallus domesticus (курка)

про сліпоглухонімих, найважливіше у жінці (волосся) та чоловікові (запах), непотрібність, про оперну співачку « схожу на мексиканського кажана-кровопивцю з одного мультика», що «постійно співав на гітарі, носив сомбреро і мав широкий строкатий плащ», про те, як не треба думати, що буде далі.
- Canis lupus familiaris (собака)

про суть ієрархічної піраміди, про сенс у «СЕНС + ПРЕЗЕРВАТИВ = СНІГ», права, про «а що ТИ зробив?», непрацюючі ліфти і принциповість.
- Aurelia aurita (медуза)

про те, як навчитись плавати, на скільки відсотків море складається з медуз, про війну, психів, про те як розвести біля дому зоопарк і чужих чоловіків.
- Rattus norvegicus (щур)

про різницю різниць між страхом і любов'ю, про їжу, ворога, довіру, зраду і мудрість сусідів.
- Corvus corax (ворон)

про осінь, фотографії, повільний вальс, шантаж, правий чобіт з зіпсованим замком, уроки літератури, про те, що робити з земною любов'ю і складністю оренди приміщень.
- Limax maximus (слизняк)

про те, як обрати між щастям нації і любов'ю, про секретарок, гордість, цитати з черчіля і сенеки, червоні коралі, про місцевих знаменитостей і невчасність.
- Sus domestica (свиня)

про брудні сходи, подруг, Психіатра, кактуси, австрійські будинки, кілограм ромашок, клумби у центрі міста і про те, чи сміються з свиней.
- Lepus europaeus (заєць)

про картоплю, жіночу мужність, нічних і денних привидів, золоту монету, бетономішалки, краватки і підлітків.
- Puma concolor (пума)

про бороду, кваліфікованих працівників, випадковість, 3 дні шлюбних ігрищ і види корму.
- Thysania agrippina (метелик)

про пиріжки з картоплею, соняшники, приміські вокзали, власний бізнес, вікна як ікони, тополоний пух, бібліотеки, с́овки і царство небесне.

## Видання
- Звірослов. Харків: Фоліо, 2009. 281 с. ISBN 978-966-03-4899-8
- Звірослов. Лілея-НВ, 2023. 240 с. ISBN: 9789666685707

## Цитати
- Григорівна якось втискається сама в себе, зменшується, відкриває свою велику лискучу сумку, зазирає в неї, а потім, ніби впевнившись, що сховатись там не вдасться, перекидає сумку через плече.

- Чоловіки стають безпорадними, коли несподівано в розмові згадуєш їхніх дружин.

- Іноді спогадами Ваня доводив себе до сліз. Іноді до ерекції.

- Вона виглядає сьогодні неперевершено. Як королева, яку зрадила челядь.

- Не бійтеся щура. Живіть з ним. Вивчіть його характер. Втріться до нього в довіру. А потім, коли він перестане від вас ховатися, коли довіриться вам і втратить пильність — тоді завдайте смертельного удару. У найнесподіваніший момент. Спідтика. У спину. Як і годиться справжній жінці.

## Зовнішні посилання
- Літакцент. Остап Сливинський. Фауна мілководдя, 4 листопада 2009
- Ігор Бондар-Терещенко ZAUA.ORG Люди чи звірі? Відродження середньовічної традиції в прозі Тані Малярчук, 15 жовтня 2009
- ZAXID.NET Тетяна Трофименко. «Звірослов» Тані Малярчук або сучасний «Бестіарій», 24 листопада 2009[недоступне посилання з жовтня 2019]